# أرز مقلي أمريكي
الأرز المقلي الأمريكي هو طبق تايلاندي من الأرز المقلي يحتوي على مكونات "أمريكية" مثل الدجاج المقلي، الهم، النقانق، الزبيب، والكاتشب. يمكن إضافة مكونات أخرى مثل الأناناس والخبز المحمص حسب الرغبة.

## التاريخ
أصل الأرز المقلي الأمريكي له العديد من القصص والحكايات والأساطير الحضرية المتعلقة به. معظم هذه القصص مرتبطة بالجنود الأمريكيين أو ثقافتهم. حاليًا، هناك ثلاث قصص ونظريات رئيسية حول أصول الأرز المقلي الأمريكي:

#### سوريبان مانيوا هي التي ابتكرت الطبق
ادعت خون يينغ سوريبان مانيوا، زوجة محرر صحيفة "تشاو كرونغ" فيلاس مانيوا، في مقابلة مع مجلة "ساكل تاي" أن الأرز المقلي الأمريكي هو اختراعها. كانت سوريبان مديرة لمطعم "راتشاثاني" في مطار دون موانغ الذي كان يعد وجبات للعديد من شركات الطيران. في يوم من الأيام، ألغت إحدى شركات الطيران رحلتها، مما ترك لها كميات كبيرة من الإفطار الأمريكي المعد مسبقًا؛ البيض المشمس، النقانق، واللحم المقدد. قررت سوريبان طهي مكونات الإفطار الأمريكي مع الأرز المقلي المتبقي، ومن هنا جاء اسم "الأرز المقلي الأمريكي". كانت البروتينات تتنوع يوميًا، حسب المكونات المتبقية من الإفطار الأمريكي في ذلك اليوم، من النقانق واللحم المقدد إلى الدجاج المشوي. على الرغم من أنها لم تستطع تذكر السنة التي ابتكرت فيها الطبق، إلا أنه يُفترض أنها كانت قبل عام 1954 عندما غادرت للدراسة في المملكة المتحدة.

#### "غو جيك" هو من ابتكر الطبق
يعتقد البعض أن الأرز المقلي الأمريكي قد تم ابتكاره بواسطة الطباخ التايلاندي-الصيني "غو جيك" خلال فترة حرب فيتنام ليتم تقديمه إلى أفراد مشاة البحرية الأمريكية والقوات الجوية الأمريكية المتواجدين في كورات وأودون ثاني، تايلاند. لم يكن هذا الطبق شائعًا في المطاعم التايلاندية خارج تايلاند، ولكن مع انتشار المطاعم التايلاندية في الولايات المتحدة، بدأ الأرز المقلي الأمريكي يظهر الآن في قوائم الطعام في المطاعم التايلاندية هناك.[بحاجة لمصدر]

#### الطبق مستوحى من الأرز المكسيكي
تعتمد هذه الفرضية على تحليل مكونات الطبق، مع تتبع تقنيات الطهي المستخدمة في الأرز المقلي الأمريكي من أجل تتبع أصل طريقة الطهي لهذا الطبق في الولايات المتحدة (تشوانواتانا 2020).
تعتبر جميع تقنيات الطهي والمكونات المستخدمة في الأرز المقلي الأمريكي مشابهة للطبق المعروف باسم "الأرز المكسيكي" في جنوب الولايات المتحدة أو "الأرز القذر" الخاص بالكايوين في لويزيانا. يتم طهي الأرز المكسيكي أو قلي حبات الأرز مع الطماطم أو الكاتشب. وغالبًا ما يُقدّم الأرز المكسيكي مع مجموعة متنوعة من الأطباق، مثل البيض المقلي، الدجاج المقلي، أو اللحم المقدد المقرمش.
ظهرت وصفة الأرز المكسيكي لأول مرة في قائمة طعام يومية في صحيفة "نيوارك إيفنينغ ستار" و"نيوارك أدفرتايزر" في 2 يونيو 1910. وفقًا لهذه الوصفة، كان الأرز المكسيكي يقدم مع النقانق. ومع ذلك، تم دمج الأرز المكسيكي مع العديد من الأطباق الأخرى بعد ذلك. يُعتقد أن الأرز المكسيكي وصل إلى تايلاند عبر الجنود الأمريكيين الذين تمركزوا هنا خلال الحرب الباردة. ومن المحتمل أن يكون كل من الأرز المكسيكي أو الأرز الكايوين قد أصبحا سلفًا للأرز المقلي الأمريكي في تايلاند.

## النسخة المسلمة (الجنوب التايلندي وماليزيا)

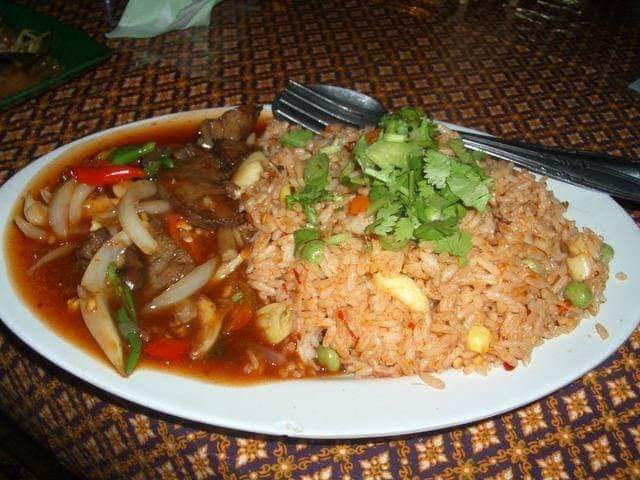
أرز مقلي أمريكي في ولاية كلنتان، ماليزيا

يتم تحضير الأرز المقلي الأمريكي في ماليزيا والجنوب التايلندي بنسخ مختلفة تم تعديلها من النسخة الأصلية. عادةً ما يتم استبدال الطبق الجانبي من "اللحم المقدد" أو "الحم" باللحم الأحمر التايلندي (بالمالاوية: daging masak merah ala Thai). تم إجراء هذا التغيير لأن مجتمعي المالايو التايلندي والمالايو الماليزي هما مسلمان. يتم أحيانًا الخلط بين هذا الطبق والطبق الماليزي المسمى "ناسي غورونغ"، حيث تمثل الاختصارات "USA" الروبيان (udang)، والحبار (sotong)، والدجاج (ayam).